# Rizhao (socken)
Rizhao (kinesiska: 日照街道, 日照) är en socken i Kina. Den ligger i häradet Donggang Qu, prefekturen Rizhao Shi och provinsen Shandong, i den östra delen av landet, omkring 260 kilometer sydost om provinshuvudstaden Jinan. Antalet invånare är 221 447. Befolkningen består av 110 858 kvinnor och 110 589 män. Barn under 15 år utgör 17,0 %, vuxna 15-64 år 76 %, och äldre över 65 år 6,0 %.
Genomsnittlig årsnederbörd är 1 176 millimeter. Den regnigaste månaden är juli, med i genomsnitt 303 mm nederbörd, och den torraste är januari, med 11 mm nederbörd.